# نوك أباد (دشتياري)
نوك أباد (بالفارسية: نوک‌آباد) هي قرية تقع في قسم باهوكلات الريفي (مقاطعة تشابهار) في إيران. يقدر عدد سكانها بـ 79 نسمة بحسب إحصاء 2016.